# Величко Наталія Яківна
Наталія Яківна Величко (4 травня 1941, Фрунзе, Киргизька РСР, СРСР (нині Бішкек, Киргизстан) — 21 травня 2022, Москва) — радянська і російська акторка театру і кіно, кінорежисер. Заслужена артистка РРФСР (1985).

## Біографія
Наталія Яківна Величко народилася 4 травня 1941 року в киргизькому місті Фрунзе (нині — Бішкек).
У 1961 році закінчила Московське диригентсько-хорове училище. В 1965 році — Всесоюзний державний інститут кінематографії (акторська майстерня Ю. Геніки та А. Шишкова). У 1979 р. — режисерське відділення ВДІК (майстерня Олександра Столпера).
У 1965—1992 рр. — актриса Театру-студії кіноактора.
Померла 21 травня 2022 року у Москві.

## Фільмографія
Акторські роботи:
1. 1963 — Тиша — Ася Вохмінцева, сестра Сергія
2. 1964 — Перший сніг — Наташа
3. 1965 — Друзі і роки — Люда Печерська
4. 1965 — Третя молодість  (СРСР, Франція) — Машенька Суровщикова
5. 1967 — Микола Бауман — Ніна
6. 1967 — Чотири сторінки одного молодого життя — Ліза
7. 1968 — По Русі — Наталія
8. 1968 — Щит і меч. Серія 2. Наказано вижити… — Ельза
9. 1968 — Це було у розвідці — Ольга
10. 1969 — Я його наречена — Валя Кудрявцева
11. 1970 — Крадіжка  (ТВ) — Ніна, співробітниця музея
12. 1971 — Алло, Варшаво! — Марія Гнатівна, Маша з Москви
13. 1971 — Конкурс триває. Йоганн Себастьян Бах  (фільм-спектакль) — Марія Барбара
14. 1972 — П'ятдесят на п'ятдесят — Сільвія Гранвіль, зв'язкова Волгіна
15. 1973 — Здрастуй, добра людино — Ольга
16. 1974 — Георгій Сєдов — Віра
17. 1974 — Тому що люблю — Катя Шелест
18. 1975 — Що людині треба — Ганна Дорма
19. 1976 — Спростування — секретарка
20. 1976 — Так починалася легенда — мати Насті
21. 1977 — У ніч на молодий місяць — Наташа Корабльова
22. 1978 — Алмазна стежка  (ТВ) (СРСР, ФРН) — Надія Цвєткова
23. 1978 — Поворот — слідча
24. 1981 — Дорогі мої москвичі — Рогоз
25. 1985 — Картина — Валентина
26. 1986 — Шлях до себе  (телебачення) — режисерка
27. 1987 — Золоте весілля — епізод
28. 1987 — Нічний екіпаж — вчителька
29. 1987 — Прихід Місяця — Світлана Володимирівна
30. 1989 — Жінки, яким пощастило — керівниця райвно
31. 1991 — Зустрінемося на Таїті
32. 1997 — Принцеса на бобах — епізод
33. 2004 — Новий рік відміняється!
34. 2004 — Полювання на ізюбра — епізод

Режисер-постановник:
- 1983 — Ураган приходить несподівано